# Заслужений юрист РРФСР
Заслужений юрист РРФСР (рос. Заслуженный юрист РСФСР) — державна нагорода РРФСР, почесне звання РРФСР.
Надавалося Президією Верховної Ради РРФСР і було однією з форм визнання державою і суспільством заслуг високопрофесійних юристів. Особам, відзначеним почесним званням «Заслужений юрист РРФСР», вручалися грамоти Президії Верховної Ради РРФСР і відповідний нагрудний знак.
Почесне звання запроваджено 20 червня 1966 Указом Президії Верховної Ради РРФСР. Присвоювалося до перейменування РРФСР у Російську Федерацію в кінці 1991 — середині 1992 року. У зв'язку зі зміною назви держави замінено відповідним почесним званням Російської Федерації — «Заслужений юрист Російської Федерації». Останнє присвоєння 27 січня 1992 року.